# Habitation Petit-Parc
L'habitation Petit-Parc est une ancienne plantation coloniale située route de Matouba, à Saint-Claude sur l'île de la Basse-Terre, dans le département de la Guadeloupe aux Antilles françaises. Elle est inscrite aux monuments historiques en 2009.

## Historique
L'habitation Petit-Parc est initialement une plantation caféière s'étendant sur une cinquantaine d'hectares.
L'actuelle maison de maître est construite dans la deuxième moitié du XIXe siècle, sur le plateau de Matouba, au pied de la Soufrière, entre la ravine aux Écrevisses et la rivière Noire.

## Protection patrimoniale
L'ensemble de l'habitation et ses dépendances sont inscrits aux monuments historiques le 28 juillet 2009. Les années suivantes un chantier de restauration est entrepris sur les principaux bâtiments avec l'aide de la Direction des Affaires culturelles (DAC) de la Guadeloupe,.

## Architecture
La maison principale est une habitation assez simple, de type maison créole rectangulaire sur seul niveau de plain-pied reposant sur des pierres maçonnées. Les toits sont à pans débordants reposant sur de fins piliers formant une galerie courante sur tout le pourtour de la maison. 
Une maison annexe plus petite, bâtie sur le même modèle, lui est attenante. L'exploitation possède également une cuisine extérieure, un boucan et des écuries.
Le bassin est alimenté par un réseau hydraulique irrigant un jardin d'agrément.